# Кожух (одежда)

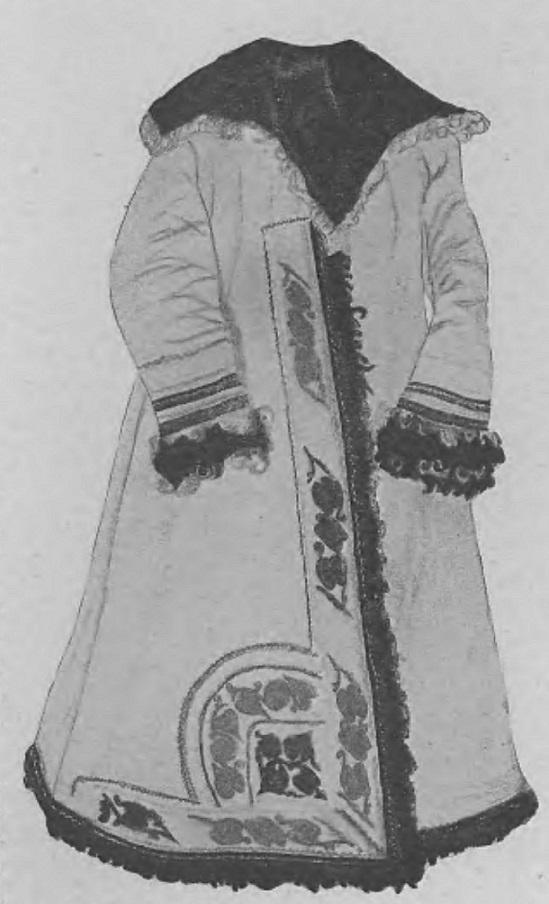
Украшенный вышивкой кожух (кажух).

Кожу́х (также кожуша́нка, беке́ша, кавал, байбара́к, шу́ба, тулуп, губа́, ко́жанка) — опашень на подспорье на меху, кафтан, подбитый мехом, традиционная славянская одежда, сшитая из овечьих и телячьих шкур.
Кожух упоминается ещё в «Слове о полку Игореве». Иоанн Калита оставил своему сыну Семёну «кожух червлёный, жемчужный».

## История
Кожухи шьют разной длины, с рукавами или без, преимущественно белого цвета. Кожухи носят зимой и летом как часть традиционного костюма: русского, белорусского,  украинского, и так далее. Кожухи иногда вышивают шёлковыми или шерстяными нитками.
На Подолье в древности мужчины носили длинные до щиколоток кожухи, а женщины бекеши — женскую короткую до колен праздничную одежду, покрытую гранатовой или синей тканью. Зимой мужчины носили белые кожухи с приталенной спинкой, вышитой цветным шёлком (зелёным и красным).
Для пошива одного кожуха нужно 6 — 7 бараньих шкур. С одной крупной кожи делают перегиб, то есть верх кожуха, кожу обрезают в виде трапеции и перегибают посередине. Сверху вырезают дырку для шеи, а спереди разрезают на половины. К этой основе кожуха пришивают клинья, рукава, воротник, полы. Всё это вырезается из остатков других кож.

## Галерея

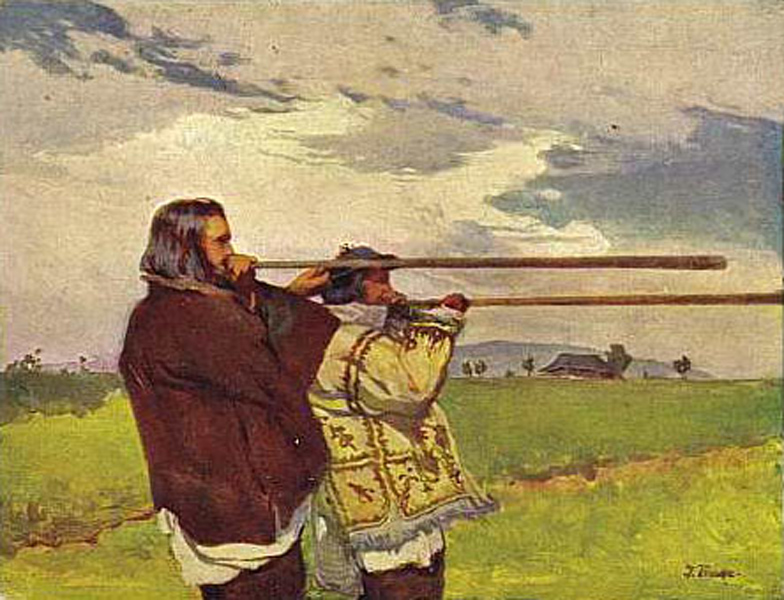
Гуцул в кожухе на заднем плане, работа И. Труша.
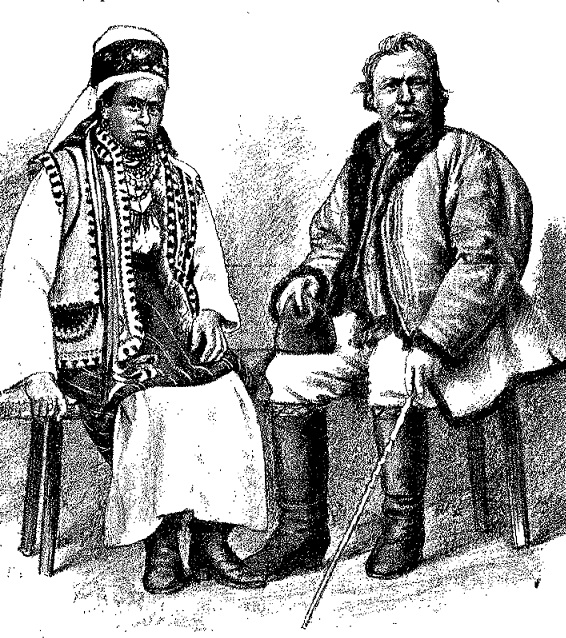
Буковинец в кожухе.
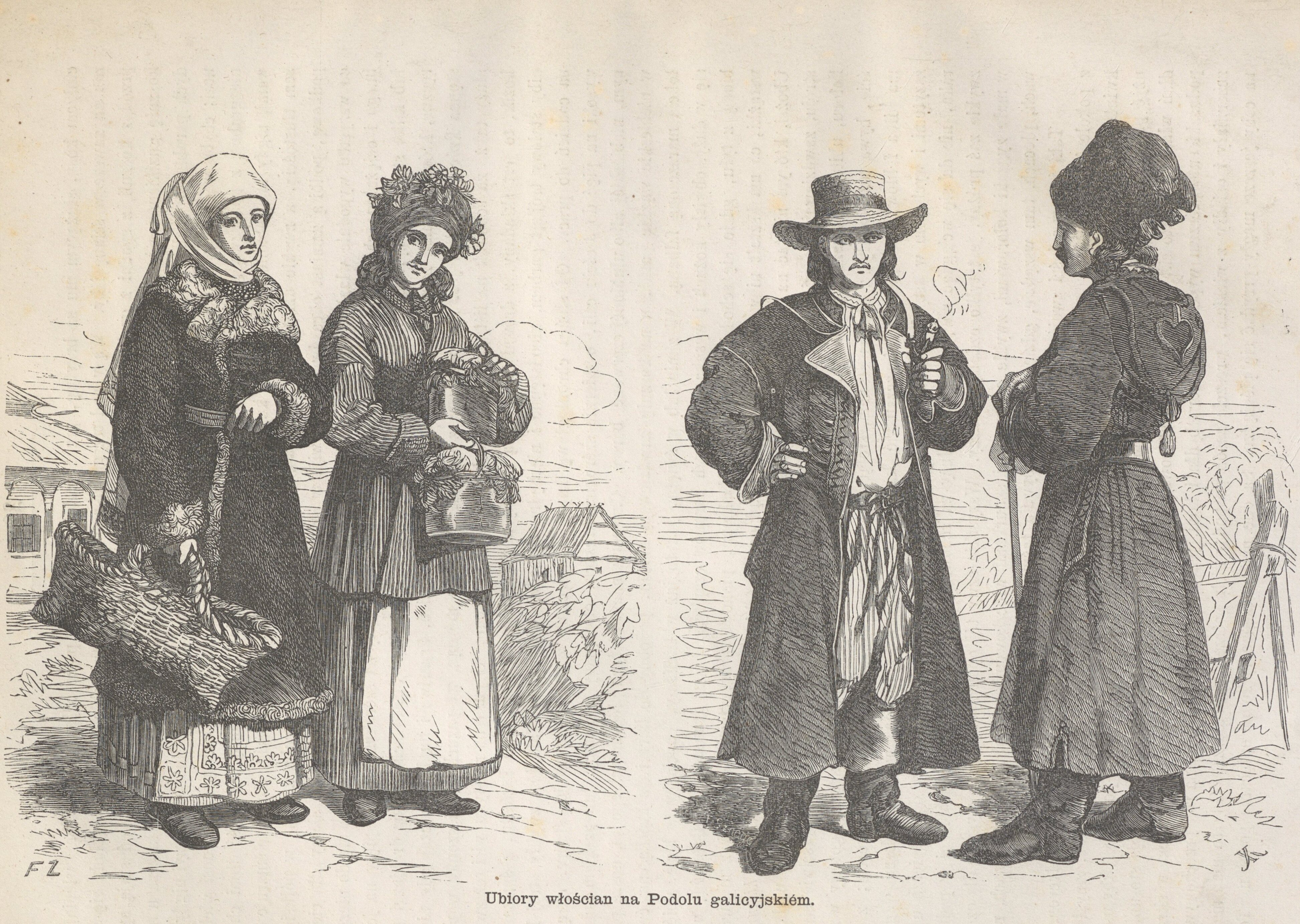
Впереди молодая женщина в бекеше.
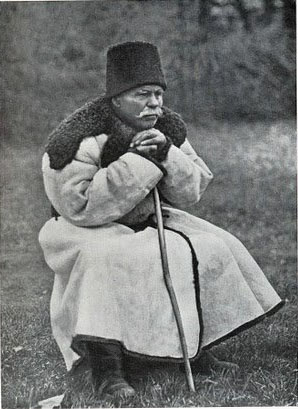
Мужчина в кожухе, Подолье.
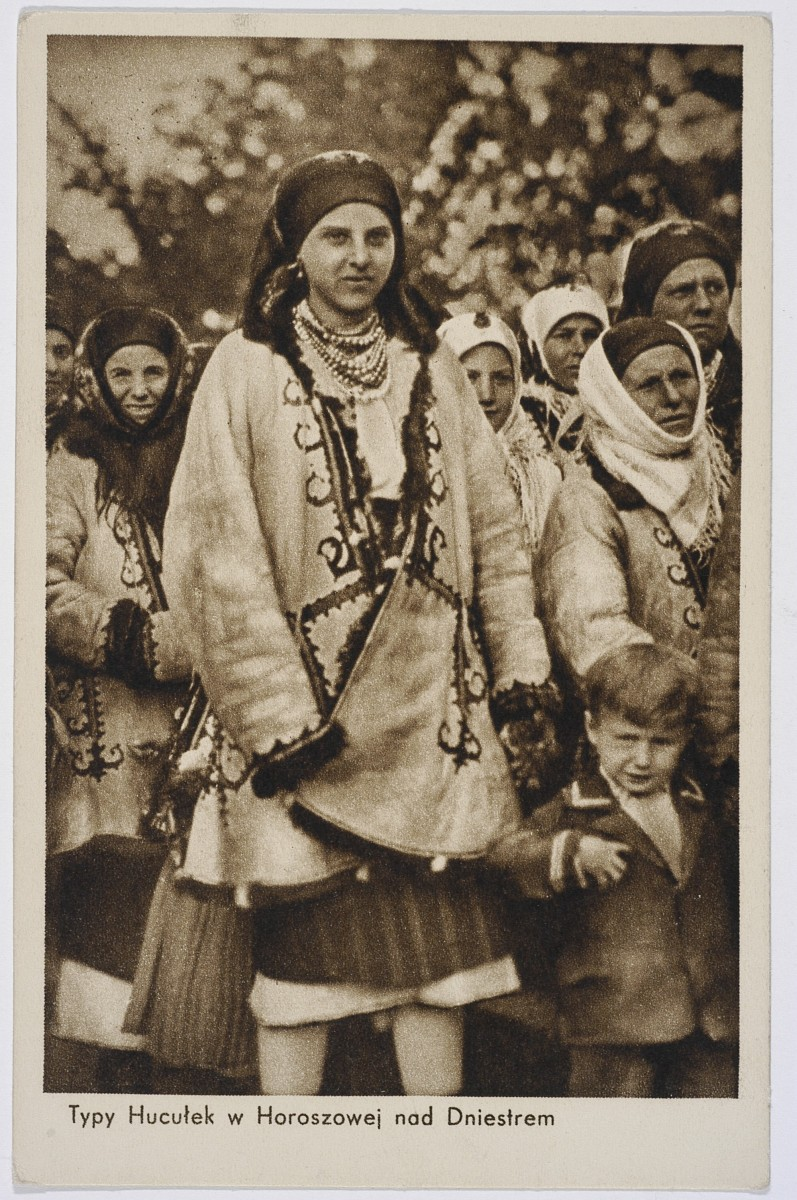
Кожух из Горошова.
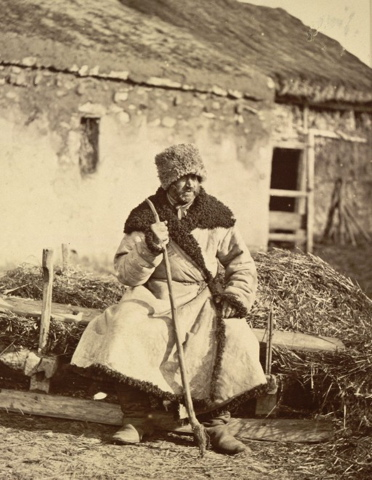
Мужчина в кожухе, Киевщина.
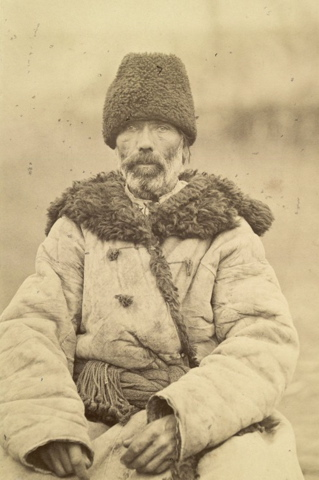
Мужчина в кожухе, Херсонщина.
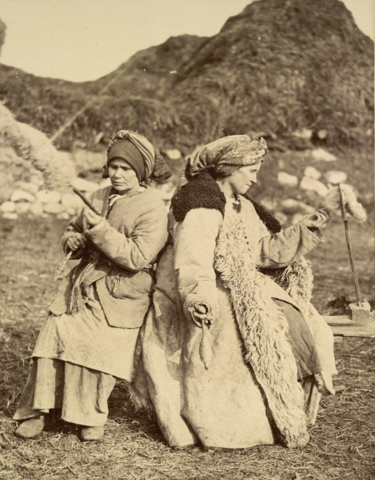
Женщина в кожухе (справа), Черниговщина.
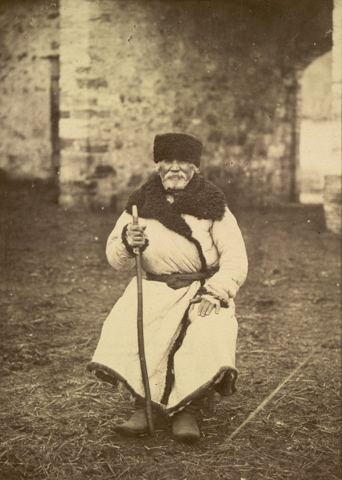
Мужчина в кожухе, Черниговщина.
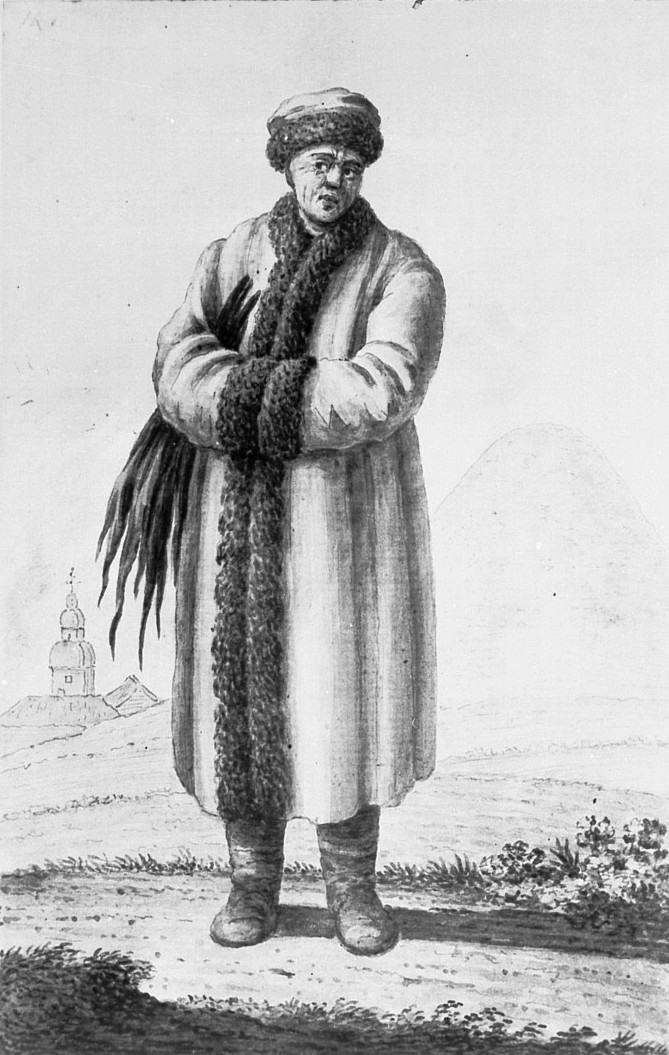
Бургомистр Сахновки. 1782 год.